# 費爾特姆和赫斯頓 (英國國會選區)

選區在大倫敦的位置

費爾特姆和赫斯頓（英語：Feltham and Heston），英國國會一自治市選區，包括大倫敦西部豪士羅區西部的十個地方選區。
始設於1974年。本區多數時期支持工黨，但也曾在1980年代支持過保守黨。在2010年大選中，尋求連任的工黨議員亞倫·基思以43.6%選票勝選。